# معركة أرتوا الثانية

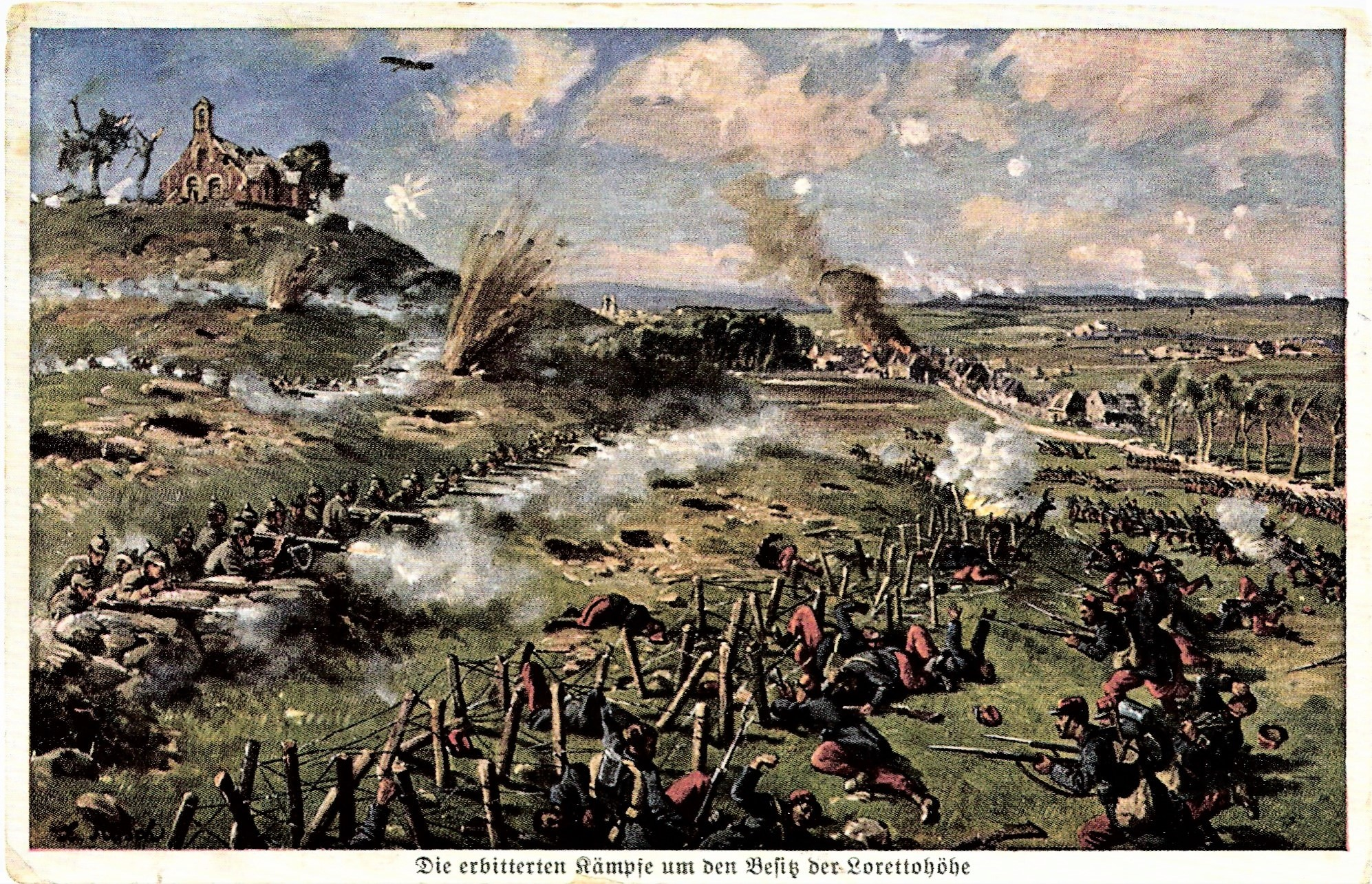
المعركة

معركة أرتوا الثانية بالإنجليزية (Second Battle of Artois) هي إحدى معارك الجبهة الغربية خلال الحرب العالمية الأولى، جرت بين 9 مايو و18 يونيو من عام 1915 في منطقة أرتوا شمال فرنسا، بين قوات الجيش الفرنسي بدعم من القوات البريطانية، ضد الإمبراطورية الألمانية، بهدف استعادة السيطرة على المواقع التي خسرها الحلفاء في هجوم الربيع السابق، وعلى رأسها تل نوتردام دي لوريت وفيستوبرت، وقد كانت جزءًا من سلسلة معارك دموية على الجبهة الغربية خلال محاولات كسر الجمود بين الجانبين.

## الخلفية
في مطلع عام 1915، سعى القائد الفرنسي جوزيف جوفري إلى شن هجمات قوية على المواقع الألمانية في منطقة أرتوا، خاصة بعد فشل هجوم أرتوا الأول أواخر عام 1914، وكان الهدف الأساسي هو استنزاف القوات الألمانية وخلق اختراق في الجبهة من أجل استغلاله لصالح الحلفاء.

## سير المعركة
بدأ الهجوم الفرنسي في 9 مايو 1915 بتمهيد مدفعي كثيف شمل أكثر من 1,200 مدفع، تلاه هجوم مشاة على الخطوط الألمانية المحصنة في لنس وفيستوبرت. رغم المكاسب الأولية للقوات الفرنسية، إلا أن الدفاعات الألمانية كانت عميقة ومدروسة، وتمكنت من صد معظم الهجمات رغم الخسائر الكبيرة.شاركت القوات البريطانية إلى جانب الفرنسيين،في المحور الواقع غرب أوبينغ، لكن تأثيرها كان محدوداً بسبب سوء التنسيق وصعوبة تضاريس المنطقة.

## النتائج والتأثير
أسفرت المعركة عن مكاسب إقليمية محدودة للحلفاء، إذ استعاد الفرنسيون حوالي 16 كم² (6 أميال مربعة) من الأراضي، فيما تقدم البريطانيون مسافة 3.1 كم (1.9 ميل) في قطاع فيستوبرت. ومع ذلك، لم تحقق المعركة اختراقًا استراتيجيًا حاسمًا في الجبهة، واعتُبرت من المعارك الدموية ذات النتائج غير الحاسمة.

## الخسائر
بلغت خسائر الفرنسيين نحو 102,000 جندي بين قتيل وجريح ومفقود، بينما تكبّد الألمان ما يُقدّر بـ 73,000 جندي.

## الموقع
دارت المعركة في أرتوا، فرنسا، تحديدًا في قطاع أراس شمالي البلاد، قرب الإحداثيات 50°30′N 2°45′E، وهي منطقة شهدت معارك أخرى لاحقة في الحرب.